# Angelina Mango
Angelina Mango   (Maratea, 10 d'abril de 2001) és una cantautora italiana, guanyadora del 74è Festival de la cançó de Sanremo el 2024 amb la cançó La noia, amb la qual va representar Itàlia al Festival de la Cançó d'Eurovisió 2024 a Malmö, Suècia.

## Biografia
Filla del cantautor Pino Mango, conegut simplement com a Mango, i de Laura Valente , antiga cantant dels Matia Bazar, Angelina va créixer a Lagonegro, a la província de Potenza, amb el seu germà gran Filippo, nascut el 1995; tots dos comparteixen la passió per la música, seguint els passos dels seus pares. Durant la seva infància va ser influenciada musicalment pels Rolling Stones, els Nirvana i Aretha Franklin. També va desenvolupar una apreciació particular per la música de finals del segle XVI i principis del XVII, admirant els compositors de l'escola veneciana com ara Giovanni Gabrieli, gràcies a obres sagrades d'estil policoral com les dues col·leccions de Sacrae Symphoniae; i els llibres de madrigals de Carlo Gesualdo.
El setembre de 2014 es va matricular al batxillerat científic, pero va suspendre els estudis després de la mort del seu pare al desembre d'aquell any. El 2016 es va traslladar a Milà amb la seva família, on va continuar els seus estudis i on va començar a cantar en grup, amb el seu germà tocant la bateria.
El 13 de novembre de 2020 va llançar el seu primer senzill Va tutto bene, que anticipà el seu EP debut Monolocale. Durant el 2021 va obrir els concerts de la gira de Giovanni Caccamo i Michele Placido, actuant al novembre de 2021 durant la Setmana de la Música de Milà. En el mateix període va participar en les seleccions de Sanremo Giovani amb la cançó La tua buona colazione, però no va ser seleccionada entre els finalistes.

### Participació aAmicii l'EPVoglia di vivere

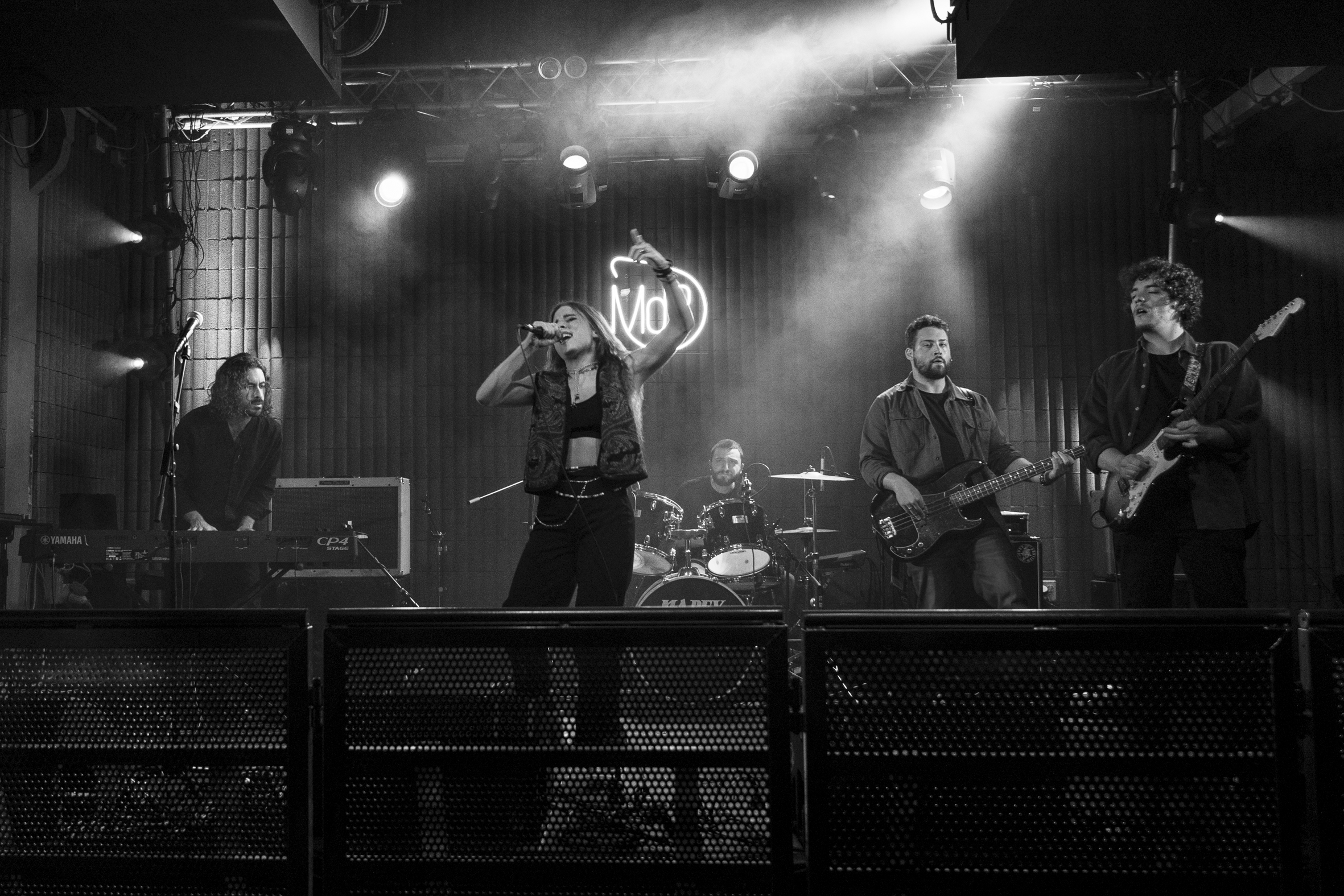
Angelina Mango l'octubre de 2022 a Brescia durant el concurs Musica da bere.

Després de formalitzar un contracte amb Sony Music i de posar-se a escriure i produir noves cançons en col·laboració amb el productor Enrico Brun, l'any 2022 va prendre part al Concert del Primer de Maig a Roma i al concurs musical Musica da bere, on va conquerir el "premi live". A més, durant aquest mateix any va publicar diversos senzills, com ara Formica, Walkman (produït per Tiziano Ferro) i Rituali (amb Nashley). Al setembre de 2022, va ser convidada especial en el programa transmès per Rai 3 Via dei Matti n. 0.
Al novembre del mateix any va ser seleccionada com a competidora a la vint-i-dosena edició del programa de talents musicals Amici di Maria De Filippi, emès a Canale 5, on va aconseguir la segona posició i va emergir com la guanyadora de la categoria de cant. Gràcies als èxits assolits en diversos concursos dins del programa, va tenir l'oportunitat d'obrir el concert d'Elisa a Roma el 28 de desembre, a més de participar en el concert de Canale 5 per celebrar el cap d'any.
Durant la seva estada a Amici, va llançar els senzills Voglia di vivere i Mani vuote. El 12 de maig de 2023, es va publicar el senzill Ci pensiamo domani, que precedeix l'EP Voglia di vivere, llançat el 19 de maig. L'EP va debutar en segona posició a la llista d'èxits musicals de FIMI i va obtenir un disc d'or, mentre que el senzill es va convertir en un autèntic èxit de la temporada d'estiu de 2023, posicionant-se entre les deu primeres posicions dels "Top Singles" i obtinguent la certificació triple platí. Al llarg dels mesos de juny i juliol de 2023 va participar en alguns festivals organitzats per les principals emissores de ràdio i televisió italianes, com ara Battiti Live i TIM Summer Hits.

### Voglia di vivere Touri Festival de Sanremo
L'1 d'octubre de 2023 va estrenar el seu nou senzill Che t'o dico a fa' durant la vint-i-tresena edició d'Amici di Maria De Filippi. El senzill va ser llançat el 6 d'octubre i posteriorment va aconseguir el certificat de platí.
El 12 d'octubre de 2023 va iniciar el Voglia di Vivere Tour des de Nàpols, que es va exhaurir als principals clubs italians. Durant aquesta gira va llançar el senzill inèdit Fila indiana, que forma part de la banda sonora del segon episodi de la sèrie de televisió de Rai 2 Noi siamo leggenda.
El 3 de desembre de 2023 es va anunciar la seva participació com a competidora a la 74a edició del Festival de Sanremo, que va tenir lloc del 6 al 10 de febrer de 2024, amb la cançó La noia. A més, durant la vetllada de cançons versionades del festival va presentar la seva pròpia interpretació de La rondine, èxit històric del pare Mango, juntament amb el quartet de corda de l'Orquestra de Roma. L'11 de febrer de 2024 Angelina Mango va aconseguir la victòria final, superant Geolier amb I p' me, tu p' te i Annalisa amb Sinceramente. També va guanyar el "Premi Sala de Premsa Lucio Dalla" per La noia i el "Premi Giancarlo Bigazzi", atorgat per l'orquestra, a la millor composició musical. A diferència d'altres festivals musicals concebuts per seleccionar el representant nacional al Festival de la Cançó d'Eurovisió (com ara el Benidorm Fest), Sanremo és principalment una celebració de la música italiana. No obstant això, des del retorn d'Itàlia a l'Eurovisió el 2011, ha esdevingut habitual oferir al guanyador de Sanremo l'oportunitat de ser el representant italià, una elecció que pot acceptar o rebutjar. El dia següent a la victòria, Angelina Mango va confirmar oficialment aquesta designació, convertint-se en la representant oficial d'Itàlia al Festival de la Cançó d'Eurovisió 2024, la primera dona a ser-ho des de Francesca Michielin el 2016. A la final del festival va quedar en setenta posició amb una quantitat de 268 punts, sent la quarta del vot del jurat i la setena del del públic.

## Discografia

### Àlbums
- 2024 – Poké melodramma

### EP
- 2020 – Monolocale
- 2023 – Voglia di vivere

### Senzills
- 2022 – Formica
- 2022 - Walkman
- 2022 – Rituali
- 2023 – Voglia di vivere
- 2023 – Mani vuote
- 2023 – Ci pensiamo domani
- 2023 – Che t'o dico a fa'
- 2023 – Fila indiana
- 2024 – La noia
- 2024 – Melodrama
- 2024 – Per due come noi (duet amb Olly i JVLI, de l'àlbum Tutta vita de Olly i JVLI)

### Col·laboracions
- 2011 – Starlight (veu coral, de l'àlbum La terra degli aquiloni de Mango)
- 2014 – Get Back (Mango amb Angelina Mango, de l'àlbum L'amore è invisibile)
- 2024 – Piove forte (duet amb Gemitaiz i Yung Snapp, de l'àlbum Trueno de Stabber)
- 2024 – Angelo custode (duet amb Tedua, de l'àlbum La Divina Commedia (Deluxe))
- 2024 – Piove forte (duet amb Dani Faiv, de l'àlbum Ultimo Piano B)

## Gires
- 2023 – Voglia di vivere Tour

## Programes de televisió
- Amici di Maria De Filippi (Canale 5, 2022-2023) – guanyadora de la categoria de cant
- Festival de la cançó de Sanremo (Rai 1, 2024) – guanyadora